# Aubigny (Calvados)
Aubigny è un comune francese di 343 abitanti situato nel dipartimento del Calvados nella regione della Normandia.

## Società

### Evoluzione demografica
Abitanti censiti